# 다니엘 린데만
다니엘 야코프 린데만(독일어: Daniel Jakob Lindemann, 1985년 10월 16일~)은 대한민국에서 활동하고 있는 독일 노르트라인베스트팔렌주 랑엔펠트 출신의 방송인이자 피아니스트이다.

## 경력
다니엘 린데만은 이스라엘 군인인 아버지와 독일인 어머니 사이에서 태어난 이스라엘계 독일인이다. 16살 생일 때 대한민국의 문화와 사진이 담긴 책을 삼촌으로부터 선물받고 대한민국에 관심을 갖기 시작했다. 2008년 독일 본 대학교에 재학 중 고려대학교 교환 학생으로 처음 한국 땅을 밟았다. 그 다음 해인 2009년 5월 경희대학교에서 열린 '한국어 말하기 대회'에서 대상을 수상하였고, 독일로 다시 돌아갔다가 2011년에 연세대학교 대학원에 진학하게 되며 다시 대한민국에 오게 되었다.
2014년부터 방송된 JTBC의 《비정상회담》에 5회부터 102회까지 출연하였다. 팬들 사이에서는 그를 오스트레일리아 출신 패널 다니엘 스눅스와 구별하기 위해 '독다' 또는 '독다니엘'이라는 표현을 쓰기도 했다.
P&E 컨설팅의 마케팅 매니저로 일했으나, 한 라디오 방송에 게스트로 출연하여 '바빠지기도 했고 다른 일도 하고 싶다.'는 이유로 다니던 회사를 그만뒀다고 밝혔다.
비정상회담 방송 도중 ITF 태권도 시범을 보였을 정도로 ITF 태권도를 수련한 경험이 있다. 2017년 종교개혁 500주년을 기념하여 경향신문에서는 로마 가톨릭 신자인 다니엘 린데만과 루터교회 성직자인 최주훈 목사의 토론을 보도했다.

## 학력
- 본 대학교 동아시아학과 학사
- 고려대학교 국제어학원(어학당) 수료
- 연세대학교 국제학대학원 한국학 전공 석사과정 졸업, 국제관계학석사

## 출연작

### 방송
- 《현장21》 47회 (SBS, 2012년 2월 28일)
- 《분데스리가 쇼》 (스카이스포츠, 2014년)
- 《SBS 스페셜》 394회 (SBS, 2014년 12월 7일)
- 《비정상회담》 (JTBC, 2014년 ~ 2016년 )
- 《강용석의 고소한 19》 120회 (tvN, 2015년 2월 18일) - 게스트 출연
- 《광복70주년 특집 다큐멘터리 세계와 함께, 코리아》 2부 (MBC, 2015년 8월 17일)
- 《썰전》 131회 (JTBC, 2015년 9월 3일) - 게스트 출연
- 《내 친구의 집은 어디인가》 (JTBC, 2015년 ~ 2016년)
- 《1%의 정보》 (JTBC, 2016년)
- 《어서와 한국은 처음이지》 (MBC every1, 2017)
- 《동네의 사생활》 (tvN, 2016 ~ 2017) - 진행
- 《김제동의 톡투유》 (JTBC, 2015 ~ 2017)
- 《판결의 온도》 (MBC, 2018년)
- 《비디오스타》 (MBC 에브리원, 2018년)
- 《대화의 희열》 1회 (KBS2)
- 《82 people》 (중앙일보, 2019년)
- 《톡파원 25시》 (JTBC, 2022년 ~)
- 《오일팔 증명사진관》 (TBS, 2022년)
- 《아는형님》 (JTBC, 2023년) 게스트

### 드라마
- 《무림학교》 (KBS2, 2016년) - 다니엘 역
- 《가화만사성》 (MBC, 2016년) - 독일인 손님 역
- 《꽃파당: 조선혼담공작소》 (JTBC, 2019년) - 꽃파당에 혼사를 의뢰하러온 독일 남자 역 (특별출연)

### 라디오
- 《최화정의 파워 타임》 (SBS 파워FM, 2014년 9월 16일) - 게스트 출연 (줄리안 퀸타르트와 함께)
- 《써니의 FM 데이트》 (MBC FM4U, 2015년 1월 15일) - 게스트 출연 (빈소년 합창단과 함께), 통역
- 《이현우의 음악앨범》 (KBS Cool FM, 2015년 4월 10일) - 게스트 출연 (알베르토 몬디와 함께)

## 음반
- 《ESPERANCE》 (2017)
- 《STORY》 (2019)
- 《KEYS TO SUMMER》 (2020)
- 《MIRAGE》 (2021)